# 336

## Evenimente
- 25 decembrie: La Roma se sărbătorește prima dată Crăciunul.

## Decese
- 31 decembrie: Papa Silvestru I  (n. ?)
- 8 octombrie: Papa Marcu  (n. ?)
- dată necunoscută: Arie (preot)  (n. ?)